# Urolighederne i Bolivia (2003-2006)
Urolighederne i Bolivia (2003-2006) også kaldet Den bolivianske gaskrig var en social konflikt og en serie af uroligheder i Bolivia i perioden 2003 til 2006 primært vedrørende udnyttelsen af landets store reserver af naturgas, men også om den politiske magt i landet, herunder den oprindelige befolknings politiske indflydelse i landet. Urolighederne ophørte i al væsentlighed efter præsidentvalget i 2006, hvor Evo Morales blev valgt som Bolivias præsident. Forinden protesterne i 2003 havde der været en række andre uroligheder og protester i Cochabamba i anledning af privatisering af byens vandforsyning.
Konflikten havde sit udspring i udbredt utilfredshed over regeringens økonomiske politik og strategi vedrørende udnyttelse af landets naturgasressourcer. I tillæg hertil forekom utilfredshed med regeringens bekæmpelse af dyrkning af coca, politisk korruption og regeringens indsættelse af militæret mod strejkende. På et mere overordnet plan kan konflikten spores tilbage til Bolivias kolonisering og den efterfølgende udplyndring af landets naturressourcer (eksempelvis ved minerne i Potosí).

## Konfliktens forløb
Den umiddelbare optakt til urolighederne var konstateringen af, at Bolivias naturgasreserver var langt større end hidtil anslået. I begyndelsen af 2002 foreslog daværende præsident Jorge Quiroga, at der blev bygget en rørledning gennem nabolandet Chile til havnen i Mejillones, den mest direkte vej til Stillehavet. Der var dog en betydelig folkelig modstand mod denne løsning grundet Bolivias historiske tab af sin kyststrækning til netop Chile under Stillehavskrigen (1879–1884). I stedet blev en langt dyrere løsning med en rørledning gennem Peru drøftet. Spørgsmålet var politisk betændt, og præsident Quiroga traf ikke en endelig beslutning før end præsidentembedet blev overtaget af efterfølgeren Gonzalo Sánchez de Lozada.
Under præsident de Lozada blev konflikten optrappet og i september 2003 udbrød uroligheder flere steder i landet, særlig i området omkring La Paz. Strejker og blokader af veje foretaget af oprindelige indbyggere og arbejdere knyttet til fagforbundet COB førte til omfattende forstyrrelser i de berørte områder. Regeringen satte hæren ind mod de strejkende og mod blokaderne, hvilket førte til omkring 60 dødsfald, de fleste i byen El Alto, beliggende på Altiplano ved landets administrative hovedstad La Paz.
Som følge af urolighederne gik regeringskoationen i opløsning og præsident de Lozarda måtte træde tilbage og forlade landet den 18. oktober 2003. Han blev afløst af daværende vicepræsident Carlos Mesa, der besluttede at sætte spørgsmålet til folkeafstemning, der blev afholdt den 18. juli 2004. Bolivias kongres vedtog under pres fra de protesterende i maj 2005 en ny lov om udnyttelsen af landets olie- og naturgasreserver med bl.a. en forøgelse statens indtægter ved udvinding af olie og naturgas. De protesterende, herunder Evo Morales og Felipe Quispe, krævede imidlertid en fuld privatisering af sektoren samt involvering af Bolivias oprindelige befolkning, primært aymaraer og quechuaer, i landets politiske beslutningsproces. Den 6. juni 2005 måtte Mesa træde tilbage efter at titusinder af demonstranter dagligt havde blokeret La Paz fra resten af landet. Ved det efterfølgende valg vandt Evo Morales' venstreorienterede parti Moviemento al Socialismo (MAS) en klar valgsejr og præsident Morales underskrev herefter en lov, der i væsentligt omfang nationaliserede sektoren og pålagde udenlandske operatører forøgede skatter.

## Eksterne links
- Democracy in Crisis in Latin America. Bolivia and Venezuela Test the International Community's Democratic Commitment, SWP-Comments 26/2005 (June 2005)
- Main Protest Groups in Bolivia
- Turning Gas into Development in Bolivia Arkiveret 29. marts 2015 hos  Wayback Machine from Dollars & Sense magazine
- Bolivia Information Forum Information on oil and gas in Bolivia
- The Distribution of Bolivia’s Most Important Natural Resources and the Autonomy Conflicts Arkiveret 2. september 2008 hos  Wayback Machine Center for Economic and Policy Research
- Black October Arkiveret 21. december 2014 hos  Wayback Machine, Miami New Times
- Dignity and Defiance: Stories from Bolivia’s Challenge to Globalization - video report on Democracy Now!

| Historie | Spire Denne historieartikel er en spire som bør udbygges. Du er velkommen til at hjælpe Wikipedia ved at udvide den. |